# Héauville
Héauville és un municipi francès situat al departament de la Manche i a la regió de Normandia. L'any 2007 tenia 408 habitants.

## Demografia

### Població
El 2007 la població de fet de Héauville era de 408 persones. Hi havia 148 famílies de les quals 38 eren unipersonals (19 homes vivint sols i 19 dones vivint soles), 49 parelles sense fills, 57 parelles amb fills i 4 famílies monoparentals amb fills.
La població ha evolucionat segons el següent gràfic:
Habitants censats

### Habitatges
El 2007 hi havia 175 habitatges, 148 eren l'habitatge principal de la família, 13 eren segones residències i 14 estaven desocupats. Tots els 175 habitatges eren cases. Dels 148 habitatges principals, 116 estaven ocupats pels seus propietaris, 30 estaven llogats i ocupats pels llogaters i 1 estava cedit a títol gratuït; 9 tenien dues cambres, 19 en tenien tres, 34 en tenien quatre i 85 en tenien cinc o més. 125 habitatges disposaven pel capbaix d'una plaça de pàrquing. A 53 habitatges hi havia un automòbil i a 82 n'hi havia dos o més.

### Piràmide de població
La piràmide de població per edats i sexe el 2009 era:
| Homes | Edats   | Dones |
| ----- | ------- | ----- |
| 0     | 95 o +  | 0     |
| 0     | 90 a 94 | 0     |
| 0     | 85 a 89 | 0     |
| 4     | 80 a 84 | 4     |
| 4     | 75 a 79 | 8     |
| 4     | 70 a 74 | 8     |
| 12    | 65 a 69 | 12    |
| 12    | 60 a 64 | 0     |
| 8     | 55 a 59 | 4     |
| 20    | 50 a 54 | 28    |
| 20    | 45 a 49 | 8     |
| 8     | 40 a 44 | 12    |
| 12    | 35 a 39 | 12    |
| 24    | 30 a 34 | 20    |
| 12    | 25 a 29 | 12    |
| 8     | 20 a 24 | 0     |
| 20    | 15 a 19 | 12    |
| 16    | 10 a 14 | 20    |
| 12    | 5 a 9   | 16    |
| 4     | 0 a 4   | 8     |

## Economia
El 2007 la població en edat de treballar era de 257 persones, 174 eren actives i 83 eren inactives. De les 174 persones actives 153 estaven ocupades (89 homes i 64 dones) i 21 estaven aturades (4 homes i 17 dones). De les 83 persones inactives 35 estaven jubilades, 18 estaven estudiant i 30 estaven classificades com a «altres inactius».

### Ingressos
El 2009 a Héauville hi havia 149 unitats fiscals que integraven 383,5 persones, la mediana anual d'ingressos fiscals per persona era de 15.374 €.

### Activitats econòmiques
Dels 3 establiments que hi havia el 2007, 1 era d'una empresa de fabricació d'altres productes industrials, 1 d'una empresa de comerç i reparació d'automòbils i 1 d'una empresa de serveis.
L'any 2000 a Héauville hi havia 23 explotacions agrícoles que ocupaven un total de 828 hectàrees.

## Equipaments sanitaris i escolars
El 2009 hi havia una escola elemental integrada dins d'un grup escolar amb les comunes properes formant una escola dispersa.

## Poblacions més properes
El següent diagrama mostra les poblacions més properes.